# Амиров, Кафиль Фахразеевич
Кафи́ль Фахразе́евич Ами́ров (24 мая 1949 года, д. Нариман, Верхнеуслонский район Татарской АССР — 23 февраля 2020 года, Казань) — российский юрист, бывший прокурор (2000 — сентябрь 2013) Республики Татарстан, государственный советник юстиции второго класса.

## Биография
Родился 5 мая 1950 года в деревне Нариман Чистопольского района Татарской АССР.
Окончил Харьковский юридический институт в 1972 году.
С 1966 по 1968 годы работал корреспондентом районной газеты в Удмуртии. После окончания ХЮрИ с 1972 года работал в органах прокуратуры: с 1972 по 1973 годы — следователь прокуратуры Сармановского района, с 1973 по 1980 годы — старший следователь прокуратуры ТАССР, с 1980 по 1989 годы — прокурор Вахитовского района Казани, с 1989 по 1992 годы — первый заместитель прокурора Казани.
С 1992 года — заместитель прокурора Республики Татарстан, начальник следственного управления прокуратуры.
С 1997 по 2000 годы — первый заместитель прокурора Республики Татарстан.
29 июня 2000 года назначен прокурором РТ после назначения предыдущего прокурора Сайфихана Нафиева на должность Председателя Конституционного суда Республики Татарстан.
21 сентября 2013 года объявил о своей отставке «в связи с выходом на пенсию за выслугу лет». В то же время в связи с непосредственным участием Амирова в вынесении предупреждения Р. Р. Сулейманову «о недопустимости экстремистской деятельности» после «анализа и проверки достоверности информации, приведенной в размещенных в СМИ публикациях», с которым у него были сложные отношения, высказывались мнения, что именно по этой причине произошёл преждевременный выход в отставку за восемь месяцев до официального достижения пенсионного возраста.
Умер утром 20 февраля 2020 года в Казани в межрегиональном клинико-диагностическом центре, причиной смерти стал инсульт.
Похоронен на Мусульманском кладбище Казани.
Был женат, от брака две дочери.

## Награды и звания
- Заслуженный юрист Татарстана

## Отзывы

### Положительные
Председатель Совета общественной организации Казанского правозащитного центра И. Н. Шолохов считает, что «Амиров был единственным из руководителей региональных прокуратур, столь тесно работавшим с правозащитниками. В 2002 году между прокуратурой и нашим центром был подписан договор о совместной работе, в соответствии с которым нам никто не будет препятствовать, если действия сотрудников прокуратуры либо их решения не соответствуют закону. У нас были абсолютно развязаны руки, чтобы обжаловать действия прокурорских в суде, чего мы неоднократно и добивались. Мы взаимодействовали и тогда, когда прокуратура несла функции по ведению следствия, сотрудничали в рамках уголовного делопроизводства. Кроме того, прокуратура поддерживала гособвинение по делам, которые курировал Казанский правозащитный центр. Мы много и тесно сотрудничали и по делу „Дальнего“. […] Столь открытый, интеллигентный и простой в общении чиновник такого ранга — по нашим временам большая редкость».

### Критические
Доктор политических наук, профессор и заведующий кафедрой социологии, политологии и менеджмента КНИТУ имени А. Н. Туполева В. А. Беляев считает, что в то время, когда Амиров возглавлял прокуратуру Татарстана «Силовики без преувеличения проморгали развитие ваххабизма в Татарстане. Его очаги надо было душить еще в зародыше, причем самыми жесткими методами. А вместо этого мы постоянно наблюдали, как качается маятник — то в сторону лояльного отношения к ваххабитам, то в сторону усиления борьбы с ними. Да и сегодня, вместо того чтобы признать проблему и начать бороться с ней, прокуратура часто занимается лакировкой действительности. Последний и самый наглядный тому пример — вынесение предупреждения со стороны прокуратуры Раису Сулейманову, который является одним из немногих, кто открыто говорит об опасности распространения ваххабизма». А также критикует Амирова за плохую деятельность по устранению противоречий между республиканским и федеральным законодательствами в 2000-е годы: «В Конституции РТ до сих пор есть положения, которые противоречат не только федеральному законодательству, но и здравому смыслу. Так, в одной из её статей фигурирует формулировка границы между Татарстаном и субъектами Российской Федерации, как будто РТ не такой же субъект РФ, как и другие регионы. А в преамбуле последней редакции Конституции РТ, принятой в 2002 году, значится, что власть в регионе осуществляется от имени отдельного этноса, а именно татар, а не всего населения. Тем самым на уровне основного закона вводится неравноправие между гражданами». Кроме того по мнению Беляева руководство Амирова было направлено на то, чтобы прокуратура Татарстана вместо сосредоточения усилий по надзорной деятельности за предприятиями ЖКХ предприняла борьбу с гражданскими активистами, которые начали свою деятельность по причине невыносимых условий жизни вызванных среди прочего систематическими нарушениями законодательства в области ЖКХ.